# Garibaldi Spighi
Garibaldi Spighi (Pisa, 12 giugno 1891 – 9 luglio 1978) è stato un cavaliere italiano.

## Carriera
Egli conquistò insieme a Ettore Caffaratti e Giulio Cacciandra la medaglia d'argento alle Olimpiadi di Anversa del 1920 nel Completo a squadre (Sport equestri), montando il cavallo Otello; mentre a Carlo Asinari, che pure aveva partecipato alle eliminatorie, non fu assegnata la medaglia d'argento perché assente in finale .
Partecipò, con la cavalla Virginia, anche alla gara di salto individuale, ma si qualificò decimo.